# Mirthes Bernardes
Mirthes Bernardes, nombre artístico de Mirtes dos Santos Pinto (Barretos, 10 de agosto de 1934 – São Paulo, 18 de diciembre de 2020) fue una artista plástica brasileña.
Mirthes fue la creadora original de la famosa acera paulista, símbolo de la ciudad de São Paulo. Las formas estampadas en muchos pavimentos de la capital se hicieron conocidas como el «Piso Paulista».

## Biografía
Mirthes nació en Barretos en 1934. Se graduó en Pedagogía y Trabajo Social por la Pontificia Universidad Católica de São Paulo. En el campo artístico, realizó numerosos cursos, entre ellos: escultura y cerámica con el artista y profesor Sakai de Embu das Artes; pintura al óleo y con asfalto con la artista Ana Moisés de Souza; trabajos con fibras con tapiceros del litoral norte paulista; esmalte sobre metales con el artista y profesor Cid Freitas. Pertenecía al Núcleo Brasileño de Arte del Esmalte (NUBRAE).
En 1965, cuando trabajaba como dibujante de arquitectura en la Secretaría de Obras de la Prefectura de São Paulo, hizo un boceto en un trozo de papel que fue encontrado por su jefe. Al verlo, este insistió en que lo presentara a un concurso que elegiría el patrón de las aceras de la ciudad, convocado durante la gestión (1965–1966) del alcalde Faria Lima (ARENA). Aunque Mirthes consideraba su diseño muy simple, fue animada por sus colegas a inscribirse. Su boceto quedó entre los cuatro finalistas. La votación final se realizó tras instalar los diseños en baldosas en la Rua da Consolação. El trabajo de Mirthes ganó, compitiendo contra diseños con granos de café y huellas. Mirthes decía que fue una gran alegría y una fiesta entre sus colegas, ya que había competido con arquitectos reconocidos.
En los años siguientes, el contorno estilizado del mapa del estado de São Paulo se volvió común en muchas aceras de ciudades paulistas.
Su «boceto» fue conocido como el «piso paulista», que fue instalado primero en la Av. Brigadeiro Faria Lima, luego en la Av. Amaral Gurgel y también en la famosa esquina de la Av. Ipiranga con la Av. São João. Mirthes declaró que jamás recibió compensación económica por el uso extendido de su creación, a pesar de la notoriedad alcanzada por su diseño. Luchó, sin éxito, por el reconocimiento y los derechos de autor. Se sentía decepcionada por no haberlo conseguido.
Más allá de las aceras, el patrón creado por Mirthes aparece en camisetas, tazas, cuadernos. Hecho en baldosa hidráulica, su diseño era fácil de producir e instalar.

### Fallecimiento
Mirthes falleció el 18 de diciembre de 2020, a los 86 años, víctima de cáncer.

## Exposiciones y legado
Posee obras en colecciones privadas en Brasil, España, Francia, Suiza, en el Museo del Esmalte Contemporáneo de Barcelona y en el acervo del Museo de Arte del Parlamento de São Paulo.
Participó en numerosas exposiciones nacionales e internacionales. Entre ellas: obras en terracota en la Muestra de Artes de Primavera, Salón de Artes de Embu; Semana del Folclore en Franco da Rocha; Boutique «Ni trombón ni clarinete». Obras en esmalte sobre cobre en Casa Cor (2001); “El arte del esmalte sobre metales y sus multiplicidades” en el Espacio Cultural Júlio Prestes; Salón de D. Antônio de Orleans e Bragança, Hotel Le Bougain Ville; Núcleo Brasileño de Arte del Esmalte; I Salón Imagen (Brasilton); I Salón Oficial de Artes Plásticas y Diseño (Lar Center); I Salón Oficial de Invierno (Campos do Jordão); Casa da Fazenda do Morumbi; Academia Brasileña de Arte, Cultura e Historia (ABACH); III Salón Bougainvillée; Espacio Cultural Grande Otelo (Sorocaba, SP); Casa de la Cultura de Santo Amaro.
Internacionalmente, estuvo en la IV Internacional «El Món de l’Esmalt», Museu de l’Esmalt Contemporani, Barcelona, España (2001), y en la 5ª Rencontres Internationales de l'Émail en Morez (Francia) y Le Sentier (Suiza).

## Homenajes y premios
En 2007 fue homenajeada por la escuela de samba Mocidade Alegre de São Paulo.
Recibió numerosos premios, entre ellos: 1.º lugar en el Concurso de Diseño para la estandarización del pavimento de la ciudad de São Paulo (implementado); Medalla de Oro en el 9.º Salón de la Asociación de Artistas Plásticos de Santo Amaro; Medalla de Oro de ABACH.
En 2015 fue homenajeada por el grupo Mosaico Paulista a través del «Proyecto Escalera Mirthes Bernardes», en la calle Joaquim Antunes, en el barrio de Pinheiros (São Paulo capital). El proyecto fue apoyado por la Asociación de Vecinos de la calle Joaquim Antunes (ANJA) y la empresa Quartzolit. En esa escalera se instalaron mosaicos con el patrón del «Piso Paulista».
Premio Adquisición: «500 años de Brasil», ABACH; 3.º lugar en el Salón Oficial de Artes Plásticas de la Ciudad de São Paulo.